# Ford C-MAX

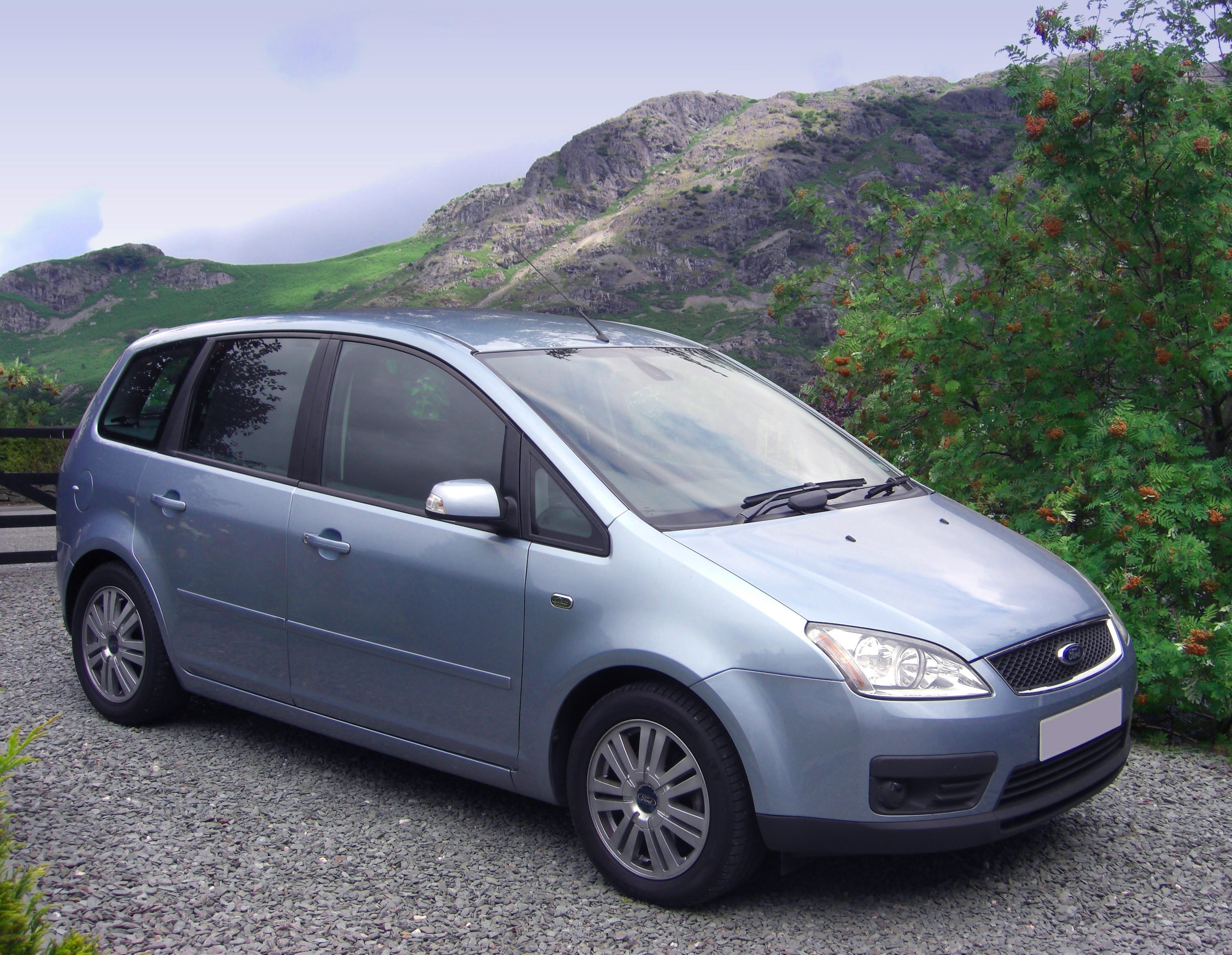
Ford Focus C-MAX, eerste generatie pre-facelift.

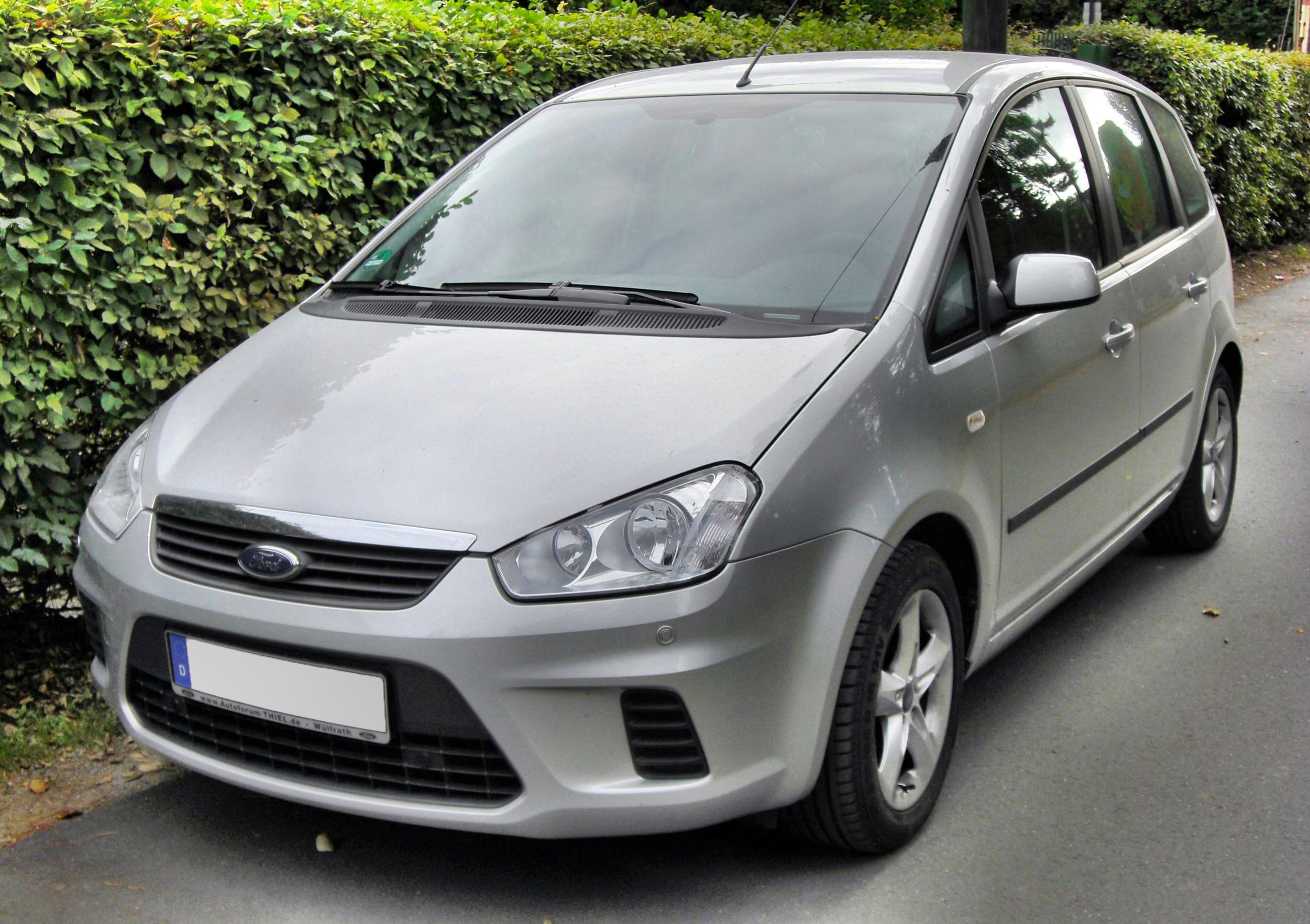
Ford C-MAX, eerste generatie, post-facelift.

De Ford C-Max is een compacte MPV, die door Ford ontworpen is voor de Europese markt en gebouwd wordt sinds 2003. Het is de MPV uitvoering van de Ford Focus. 
In 2006, tijdens de Bologna Motor Show toonde Ford een facelift van het model en werd de naam gewijzigd van Ford Focus C-Max, naar Ford C Max. De facelift bestond voornamelijk uit herkenbare luchtinlaten, verticale mistlampen met high intensity discharge (HID), een panoramisch dak en een gewijzigde achterbumper met LED verlichting. Ook het interieur werd opgefrist.
In september 2009, tijdens de IAA in Frankfurt onthulde Ford de volgende generatie van de C Max. In het verleden was er, in tegenstelling tot de concurrentie, enkel een versie met vijf zitplaatsen beschikbaar. Voor het modeljaar 2010 komen er twee versies: een sportief ogende C Max met 5 zitplaatsen en een meer grotere versie met 7 zitplaatsen en schuifdeuren: de Grand C Max.
De lancering van beide modellen is voorzien voor de herfst van 2010. In de loop van 2011, zou de Grand C Max ook in de Verenigde staten gelanceerd worden.
De Ford C-Max Energi is een plug-inhybride die vanaf 2012 tot 2019 in productie was.
In 2019 viel het doek voor de Ford C-MAX.

## Referenties

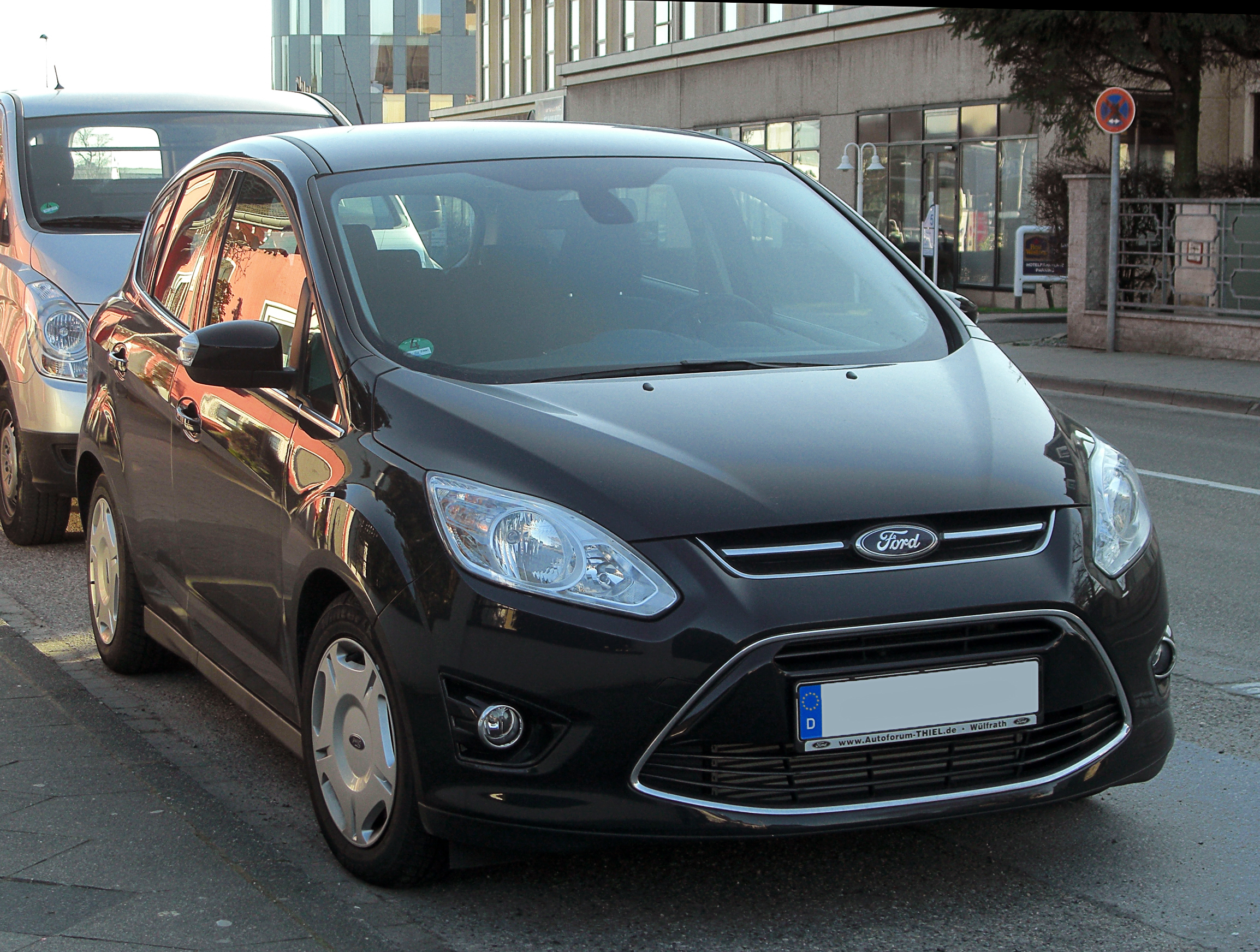
Ford C-MAX, tweede generatie.

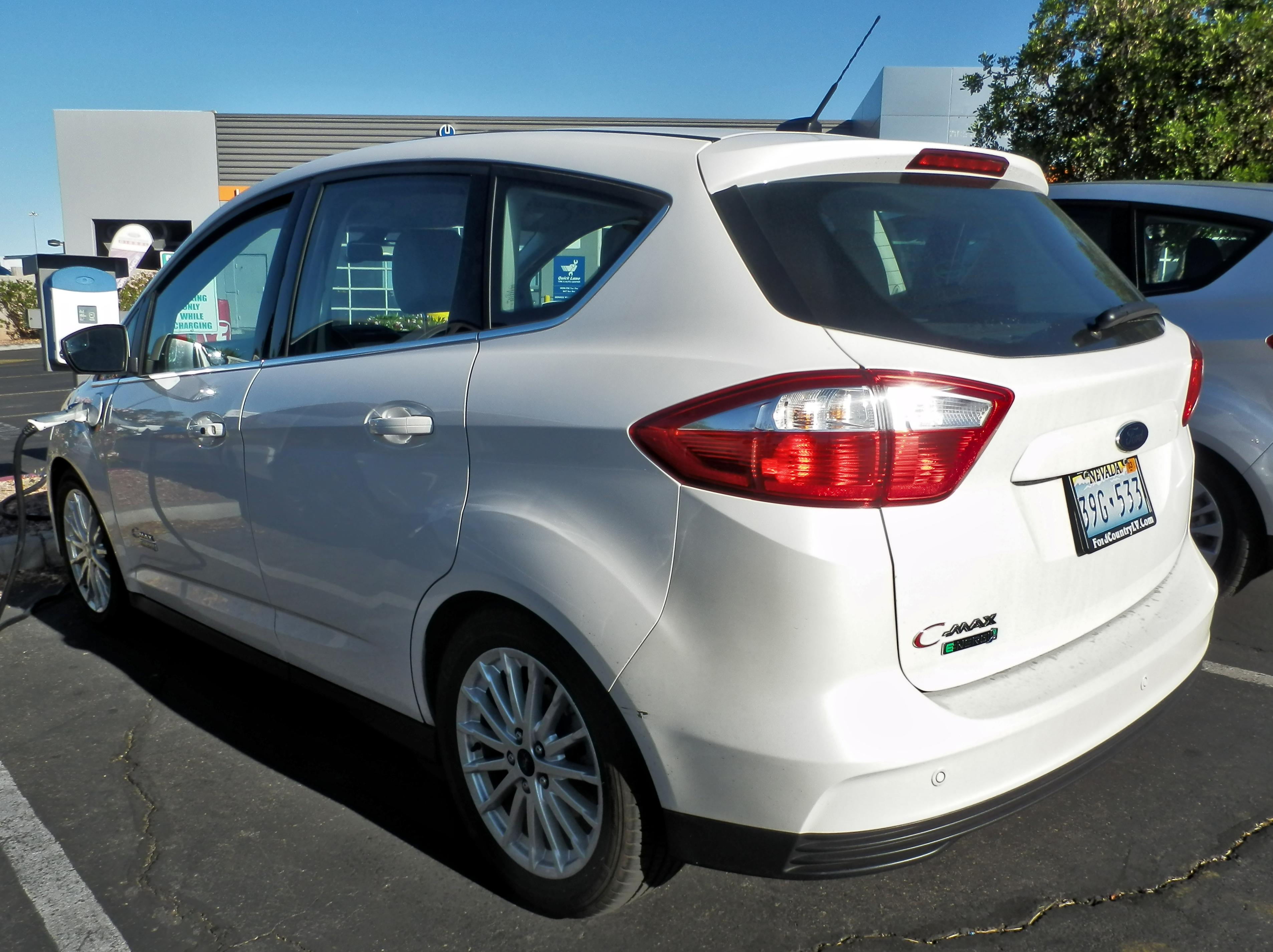
Ford C-Max Energi.